# Adamellogruppe
Die Adamellogruppe, bzw. Adamello-Presanella-Gruppe (im engeren Sinne), ist ein großes, 3000–3500 m hohes Bergmassiv am Südrand der Ostalpen. Sie liegt an der Grenze zwischen den italienischen Provinzen Brescia und der Autonomen Provinz Trient, halbwegs zwischen Gardasee und Ortlergruppe, die jeweils 30 km entfernt sind.
Die AVE-Einteilung der Alpen zählt das Massiv zu den Adamello-Presanella-Alpen, die sich von diesem Hauptgebirge bis an den Alpenrand erstrecken.

## Geographie und Geologie
Die Adamellogruppe misst etwa 30 × 30 km. Im weiten Umkreis dieses hochalpinen Berglandes verlaufen nur zwei Haupttäler, beide in Richtung Nordnordost-Südsüdwest, vorgezeichnet durch die Tektonik im Verlauf der Erdgeschichte. Daher sind viele der Seitentäler nur schwer zugänglich.
Das Massiv zählt zu den Südalpen und umfasst neben dem Pizzo di Coca in den Bergamasker Alpen die südlichsten Dreitausender der Ostalpen.
Die Adamello-Ostflanke verdankt ihre Existenz einer plutonischen Intrusion der Tertiärzeit, besteht also aus Granit und Quarzdiorit, der hier Adamellogranit oder Tonalit genannt wird. Dabei handelt es sich um die größte, geologisch junge Intrusion granitischer Gesteine der Alpen.

### Umgrenzung
Die Adamellogruppe ist von folgenden Tälern begrenzt:
- im Westen das tiefe und breite Val Camonica des Fiume Oglio oberhalb des Lago d’Iseo bis Edolo, hinter dem die Bergamasker Alpen liegen
- im Nordwesten und Norden der Oberlauf des Oglio zwischen Edolo und Ponte di Legno im Westen zur Sobretta-Gavia-Gruppe und der Tonalepass mit dem oberen Val Vermiglio (Val di Sole) im Osten als Grenze zur Ortlergruppe
- im Osten und Nordosten von Dimaro im Val di Sole den Meledrio aufwärts, über den Passo Campo Carlo Magno in das Tal der Sarca (Quellgebiet: Valle di Campiglio bei Madonna di Campiglio, und unterhalb das Val Rendena mit den Hauptorten Tione und Pinzolo), das die Gruppe von der Brentagruppe trennt
- im Südosten die Linie Tione–Val di Breguzzo–Ponte Cáffaro–Val Caffaro des oberen Chiese zum Lago d’Idro
- die Abgrenzung nach Süden ist zu den Prealpi Bresciane (Brescianer Voralpen) hingegen geografisch undeutlich, sie wird im Allgemeinen entlang der Linie Storo im Val Caffaro–Bagolino–Passo di Croce Domini–Breno im Val Camonica gesehen.

Nach Norden ist das Massiv durch eine sehr markante geologische Störung abgegrenzt: die Periadriatische Naht, welche – von Kärnten/Friaul und Südtirol kommend – hier Tonale-Linie genannt wird und die plattentektonische Grenze zwischen Europa und Afrika darstellt. Daher ist die Adamellogruppe im geologischen Sinne Teil der Südalpen. Dieser Schwächezone der Erdkruste folgt die Furche zweier Täler, die der Tonalepass (Passo del Tonale, 1884 m s.l.m.) als wichtigste Ost-West-Verkehrsader dieser Provinzen miteinander verbindet.

Die Ostgrenze, die Valli Giudicárie (von Madonna bis zum Iseosee), sind eine tektonische Faltungsfurche.

### Gebirgsgruppen, Gipfel, Gletscher

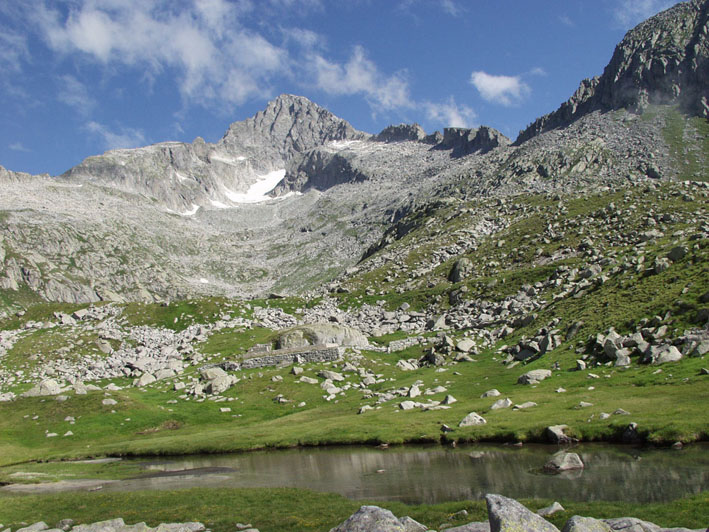
Cima Carè Alto von Süden

Höchster Gipfel ist die Cima Presanella (3556 m s.l.m.) über dem Tonalepass, namensgebend jedoch der 2 m niedrigere, gewaltige Monte Adamello (3554 m s.l.m.). Zwischen diesen beiden nur 15 km entfernten Bergriesen verläuft das Hochtal Val di Genova, dessen Talschluss von den Corni (Hörnern) di Lagoscuro gekrönt wird (3.080–3160 m s.l.m.). Die markantesten Gipfel im Kamm zwischen Cima Presanella und Monte Adamello sind Monte Cercen (3280 m s.l.m.), Cima Busazza (3326 m s.l.m.), Monte Mandron (3281 m s.l.m.) und Corno Bianco (3434 m s.l.m.).
Der zentrale Teil des Massivs ist stark vergletschert. Der Mandrongletscher ist der zweitgrößte Gletscher Italiens und ein wichtiges Arbeitsgebiet für Glaziologen. Östlich überragt wird er vom Monte Fumo (3418 m s.l.m.), dem durch den Dosson di Genova (3441 m s.l.m.) und der Cresta della Croce (3276 m s.l.m.) gebildeten Kamm und der Spitze der Lobbia Alta (3196 m s.l.m.).
Hochalpin ausgeprägt ist nicht nur das Zentralmassiv, sondern auch der östliche Bergkamm der Gruppe: Zwischen Lobbia- und Laresgletscher erheben sich Monte Carè Alto (3463 m s.l.m.), Corno di Cavento (3406 m s.l.m.) und Crozzon di Lares (3354 m s.l.m.).
Die nach Süden ausstreichenden Kämme der Adamellogruppe bilden die seitlichen Begrenzungen der Seitentäler Valle di Salarno, Valle Adame und Val di Fumo, welches in seinem Verlauf in das Val di Daone übergeht. Weithin sichtbare Berge sind hier der Monte Re di Castello (2889 m s.l.m.), der Cornone di Blumone (2843 m s.l.m.) und der Monte Frerone (2673 m s.l.m.).

### Landschaft

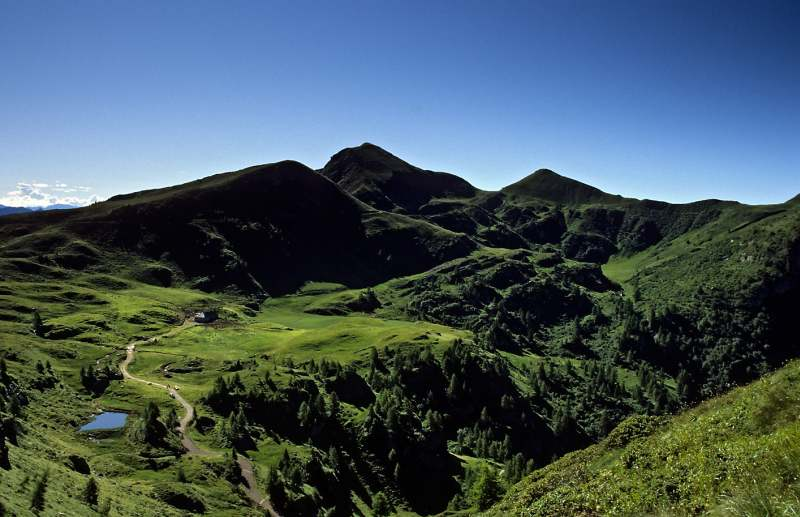
Südliche Randberge im Adamello, in der Mitte der Costone delle Cornelle

Im Westteil liegen neben natürlichen Bergseen zahlreiche große Stauseen: Lago d’Aviolo (auf der Hochfläche über Edolo), Lago d’Avio und -Benedetto, Lago Baitone, die Seenkette Lago Dosazzo, Lago di Salarno und Lago d’Arno beim Val di Saviore, welches den Südzipfel der Adamellogruppe durchschneidet, und zwei große Seen im Val di Daone.
Die meisten natürlichen Seen liegen eingebettet in den hochalpinen Karmulden: Schöne Beispiele sind im Nordosten die Seen Lago di Nambino und Laghi di Cornisello, im zentralen Teil der Lago Nuovo, der erst in den 1950er Jahren entstand, der ähnlich alte Lago di Lares und der Lago Scuro. Hier ist in den Jahren seit 2003 an der Zunge des Gletschers Vedretta di Pisgana ein neuer See entstanden. Im Süden liegt der Lago Casinei in einer Mulde mit deutlichen Karsterscheinungen eingebettet.
Aufgrund der geologischen Besonderheit und der Verwitterungsbeständigkeit des Tonalits sind die meisten Berggestalten im nördlichen und zentralen Teil massige bis schroffe Fels- und Eisgestalten. In den südlichen Randbereichen grenzt der Tonalit unmittelbar an wesentlich ältere Sedimentgesteine. Die Bergformen sind sanfter und sehr grün. Hier sind botanische Raritäten zu finden (Vandellis Steinbrech, Schachblume u. a.).

## Geschichte
Die Felsbilder der Valcamonica an der westlichen Grenze der Gebirgsgruppe bezeugen eine langanhaltende Besiedlung dieser Region. Bei Saviore dell' Adamello findet sich mit der Kultstätte Plot Campana eine prähistorische Fundstätte sogar innerhalb der Gebirgsgruppe.
Kulturell bedeutend sind Fresken an Kirchen der umliegenden Dörfer, die überwiegend Simone Baschenis zugeschrieben werden. Berühmt ist der Totentanz der Friedhofskirche von Pinzolo.

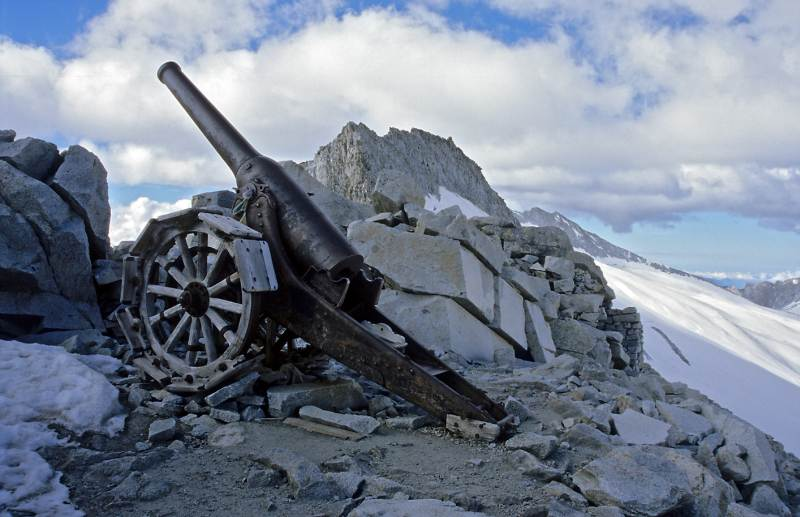
Die italienische Cannone 149 am Südgipfel der Cresta Croce

In der Adamellogruppe findet man noch zahlreiche Reste aus dem Ersten Weltkrieg, als hier 1915–1918 die österreich-italienische Frontlinie der Adamellofront verlief. Neben der italienischen Cannone 149 auf einem Nebengipfel der Cresta Croce wurden in den letzten Jahren mehrere Geschütze restauriert und als Mahnmal an ihre ehemaligen Stellungen gebracht. Am leichtesten erreichbar sind zwei österreichische Geschütze oberhalb der Schutzhütte Carè Alto - Dante Ongari.

## Tourismus und Naturschutzgebiete
Die Gebirgsgruppe ist gut mit Wanderwegen und Schutzhütten erschlossen. In abgelegenen Tälern bieten auch Biwakschachteln Schutz, oft einfachst ausgestattete, ehemalige Almhütten. Nur wenige Täler (Val Genova, Val Daone, Valle di Saviore) ins Innere der Gebirgsgruppe sind für den Individualverkehr geöffnet. Nur im nördlichen Bereich bei Madonna di Campiglio, am Tonalepass und bei Ponte di Legno erleichtern Seilbahnen den Zugang ins Gebirge. Ansonsten ist das Berggebiet ein Reich für erfahrene Bergwanderer und Bergsteiger geblieben.
Die aufwändigen Befestigungen der Hochgebirgsfront und die Militär-Steige wurden teilweise vor dem langsamen Verfall gerettet und zum Friedensweg ausgestaltet, der sich über hunderte Kilometer von der Schweizer Grenze über Trient bis zur Osttiroler Grenze bei Sexten zieht. Dieses späte Versöhnungsprojekt zwischen Nord und Süd ist heute ein beliebtes Ziel von Touristen und Bergsteigern. In der Adamellogruppe führt der Friedensweg östlich der Gletscher entlang. Einige Teilbereiche der Front, so der Sentiero dei Fiore, sind als (eher einfache) Klettersteige instand gesetzt. Ansonsten sind in der Gebirgsgruppe nur wenige Klettersteige vorhanden. Der schwierigste ist der Westgrat des Corno di Grevo.
Der Großteil des Bergmassivs ist Naturschutzgebiet: Parco regionale dell’Adamello (Westen) und Parco naturale Adamello-Brenta (Osten). Beim Einrichten der Schutzgebiete konnten nicht in allen Fällen wirtschaftliche Nutzungen, die mit einem Naturschutzgebiet in Widerspruch stehen, abgelöst werden. So existieren im Val Genova im Trentiner Parco Naturale Adamello-Brenta einige Steinbrüche, die noch sporadisch in Abbau sind. Im lombardischen Parco Regionale dell' Adamello wird die Wasserkraft seit den 1930er Jahren intensiv genutzt, lange vor Bestehen des Schutzgebiets.